# Al-Ghawi
Al-Ghawi (arab. الغاوي) – wieś w Syrii, w muhafazie Hama. W 2004 roku liczyła 941 mieszkańców.